# Tyloperla courtneyi
Tyloperla courtneyi és una espècie d'insecte plecòpter pertanyent a la família dels pèrlids que es troba a Àsia: Tailàndia.
El seu nom científic honora la figura de G. Courtney per les seues investigacions sobre els insectes aquàtics de Tailàndia.

## Descripció
- Els adults presenten una taca marró fosc entre als ocels al cap groguenc, el pronot marró amb rugositats més fosques, les potes marró, les membranes de les ales i la nervadura marrons i els palps, antenes i cercs marrons.
- Les ales anteriors del mascle fan 17 mm de llargària i les de les femelles 24.
- L'espermateca de la femella té forma de ganxo i la seua vagina és tan ampla com llarga.[3]

- Els ous fan 0,42 mm de llargada i 0,38 d'amplada.[3]